# 氨基酸杆菌属
氨基酸杆菌属為梭菌目梭菌科的一属厌氧革兰氏阴性菌。此属的模式种为产氢氨基酸杆菌(Acidaminobacter hydrogenoformans)。

## 下属物种
- 产氢氨基酸杆菌 Acidaminobacter hydrogenoformans Stams and Hansen 1985[1]